# Molophilus (Molophilus) serratus
Molophilus (Molophilus) serratus is een tweevleugelige uit de familie steltmuggen (Limoniidae). De soort komt voor in het Palearctisch gebied.